# ابن باجه (دهانه)
ابن باجه یک دهانه برخوردی در ماه‌ است که در فاصله ۱۹۹ کیلومتری از قطب جنوب ماه، واقع شده است. این دهانه به‌واسطه ابن باجه، ستاره‌شناس، ریاضی‌دان، نویسنده، و فیلسوف آندلسی، نام‌گذاری شده‌است.